# Ciocana

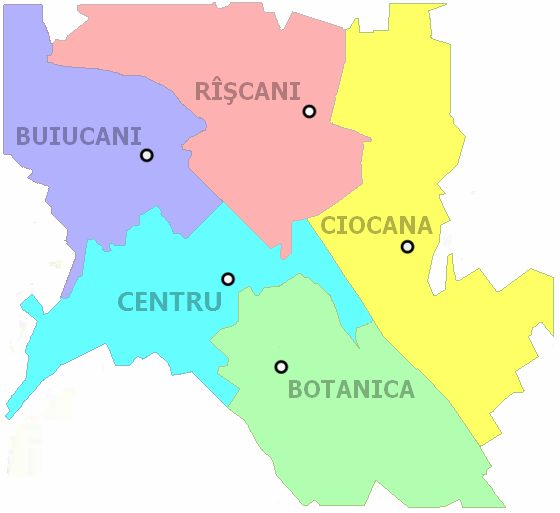
Sektor Ciocana zaznaczony kolorem żółtym

Ciocana – jeden z pięciu sektorów w stolicy Mołdawii, Kiszyniowie. W 2004 roku liczył ok. 102 tys. mieszkańców. 